# Beach 44th Street
Beach 44th Street – stacja metra nowojorskiego, na linia A. Znajduje się w dzielnicy Queens, w Nowym Jorku i zlokalizowana jest pomiędzy stacjami Beach 60th Street i Beach 36th Street. Została otwarta 28 czerwca 1956.